# جو والش (سياسي)
جو والش (بالإنجليزية: Joe Walsh) هو مسير أعمال وسياسي أمريكي، ولد في 27 ديسمبر 1961 في نورث بارينغتون في الولايات المتحدة. نشط حزبياً في الحزب الجمهوري. في انتخابات مجلس النواب الأمريكي 2010 ‏، انتخب عضو مجلس النواب الأمريكي عن دائرة الدائرة الثامنة للكونجرس في إلينوي ‏ وقد انضم خلال فترته النيابية ‏ (5 يناير 2011 – 3 يناير 2013)  للكتلة البرلمانية الحزب الجمهوري وانتخب عضو مجلس النواب الأمريكي عن دائرة الدائرة الثامنة للكونجرس في إلينوي ‏ (3 يناير 2011 – 3 يناير 2013).

## وصلات خارجية
- الموقع الرسمي
- جو والش على موقع إن إن دي بي (الإنجليزية)